# Manuel Jiménez Aranda
Manuel Jiménez Aranda o Manuel Jiménez Prieto (Sevilla, 1849-Sevilla, 1904) fue un pintor español.

## Biografía

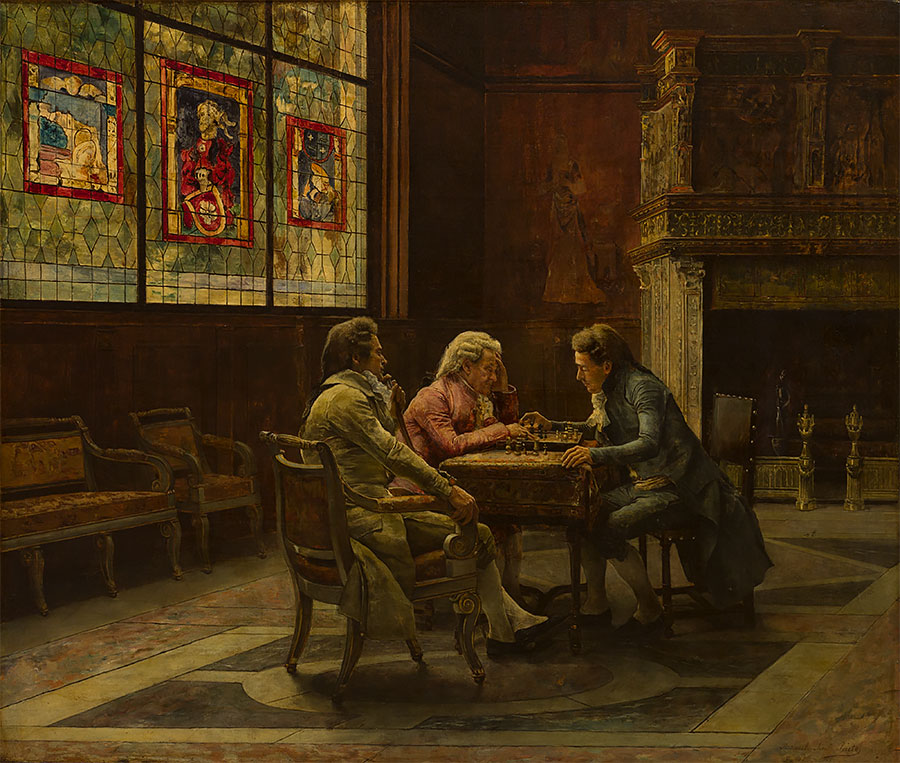
Juego de ajedrez, por Manuel Jiménez Prieto. Museo Nacional de Bellas Artes de La Habana.

Habría nacido en Sevilla en 1849. Fue hermano de los también pintores Luis Jiménez Aranda y José Jiménez Aranda. En 1874 residía en Roma, donde pintó un Grupo de sacerdotes en la iglesia de Asisse. En las Exposiciones celebradas en Cádiz en 1879 y 1880 figuraron diferentes obras de este artista: en la primera Echemos un cigarro y ¿Cuándo llegaremos? que fueron premiadas con medalla de plata y adquiridas por Olegario de Castro; en la segunda Campesina romana, A caza de gangas, Alegoría, La cuarentena y En la azotea. Manuel, que fue profesor de un Colegio de Sordomudos, falleció en su ciudad natal hacia septiembre de 1904. Al parecer habría firmado como «Manuel Jiménez Prieto».